# C/2006 P1 McNaught
La Cometa McNaught, formalmente C/2006 P1 (McNaught), è una cometa non periodica che è stata scoperta il 7 agosto 2006 in Australia presso l'Osservatorio di Siding Spring da Robert H. McNaught e ha raggiunto il perielio il 12 gennaio 2007, diventando visibile a occhio nudo senza l'aiuto di un telescopio.
Si tratta della cometa più luminosa degli ultimi 40 anni, ancora più della Cometa Hale-Bopp, anche se quest'ultima poteva apparire più spettacolare in quanto la sua osservazione avveniva nelle ore notturne. Lo splendore di questa cometa è aumentato repentinamente dai primi di gennaio, quando l'astro chiomato ha iniziato ad avvicinarsi al Sole. Ben presto la cometa McNaught ha superato anche la luminosità di Giove, divenendo il 12 gennaio splendente quanto Venere, osservabile anch'essa al tramonto a poca distanza dalla cometa.
È conosciuta come la Grande Cometa del 2007.
Tra l'8 e il 12 gennaio la cometa presentava una coda di polveri molto evidente di 3-4 gradi di lunghezza, perfettamente visibile già dopo 15 minuti dal tramonto del Sole. Il giorno 13 gennaio la cometa McNaught è stata avvistata ad occhio nudo addirittura con il Sole sopra l'orizzonte; evento rarissimo, capitato solamente altre due volte nel secolo passato: nel 1910 con la Cometa Daylight e nel 1965 con la Ikeya Seki. Quel giorno lo splendore della McNaught ha raggiunto un valore stimato di magnitudine compreso tra –5 e –6, catalogato come –5,5, da confrontarsi con quello di Venere al suo massimo (–4,92), divenendo così per alcune ore il terzo oggetto più luminoso del cielo, dopo il Sole (m.v. –26,7) e la Luna Piena (m.v. –12,7).

## La Cometa McNaught nei cieli australi

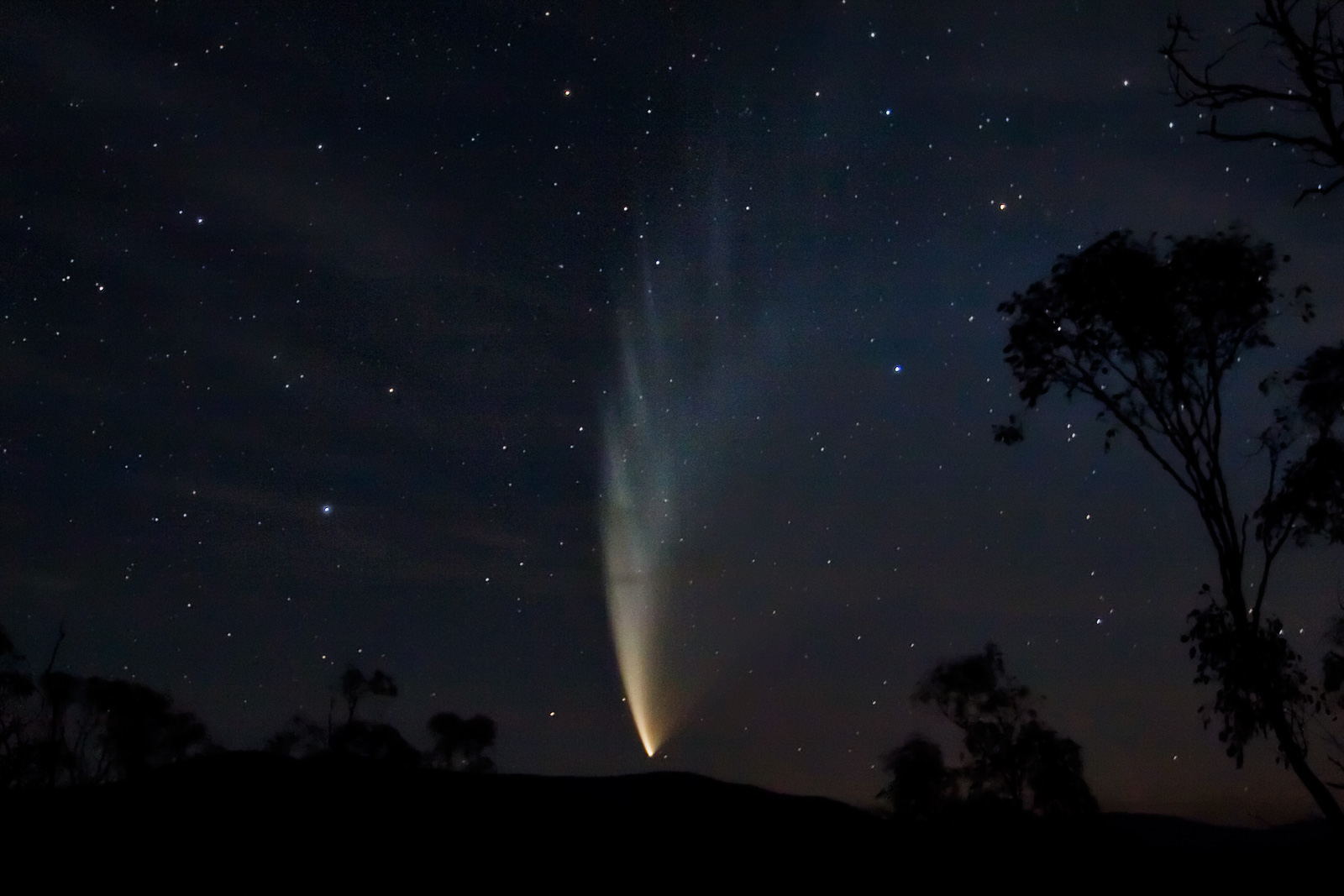
Cometa McNaught, vista il 23 gennaio 2007 dall'Australia.

Da quel giorno la cometa si è “tuffata” nei cieli australi, divenendo inosservabile alle latitudini boreali, anche se non mancano comunque segnalazioni di avvistamenti diurni i giorni 14 e 15 gennaio.
Dal 12 al 16 gennaio la McNaught è entrata nel campo di vista del telescopio spaziale SOHO, che da anni ormai segue quotidianamente l'attività del Sole. La luminosità della chioma e della coda della cometa era talmente elevata da saturare il sensore CCD della sonda.

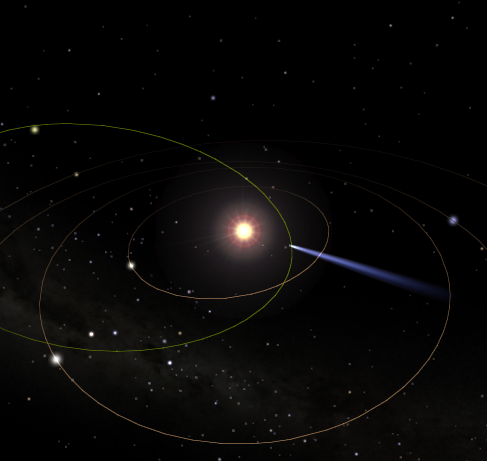
L'orbita (verde) della Cometa McNaught il 14 gennaio 2007 e le quattro orbite (arancione) dei quattro pianeti più vicini al sole. La terra è il punto blu alla destra. Si può vedere la Via Lattea di sotto alla sinistra. La cometa orbita in senso orario.

Il perielio è stato raggiunto il 12 gennaio ad una distanza di 0,17 U.A. dal Sole, pari a circa 25 milioni di chilometri, all'interno quindi dell'orbita di Mercurio.
L'orbita iperbolica ci dice che la cometa proviene dagli spazi interstellari e non fa quindi parte del “regno” del Sole, nei pressi del quale non ritornerà mai più. Il fatto che fosse una cometa “vergine” ha fatto subito ritenere che il nucleo si potesse spezzare, non resistendo allo shock del passaggio ravvicinato alla nostra stella. Così invece non è stato e la McNaught ha mostrato una straordinaria attività emissiva. Le immagini riprese dall'emisfero australe nei giorni successivi al perielio mostravano infatti la maestosità della coda, formata da decine di striature create dalle emissioni di atomi di ferro neutro avvenute nelle settimane precedenti e perfettamente visibili ai privilegiati osservatori del sud del mondo.
La luminosità della chioma, in rapido calo, era comunque ancora elevatissima, tanto che il giorno 20 gennaio essa era ancora pari a quella di Sirio, la stella più luminosa del cielo. La coda di polveri, molto arcuata e striata, si estendeva per oltre 30 gradi quasi parallela all'orizzonte; molti osservatori dell'emisfero boreale, nonostante la cometa si trovasse ben al di sotto dell'orizzonte, hanno osservato e fotografato le sue striature più estreme.
Allontanandosi rapidamente dal Sole e dalla Terra, la McNaught è rimasta comunque perfettamente visibile ad occhio nudo ancora fino a metà febbraio, con una coda di oltre 10 gradi. La lunghezza reale delle polveri rilasciate nello spazio dalla McNaught ha superato i 150 milioni di chilometri, vale a dire la distanza che separa la Terra dal Sole.

## Osservazioni scientifiche

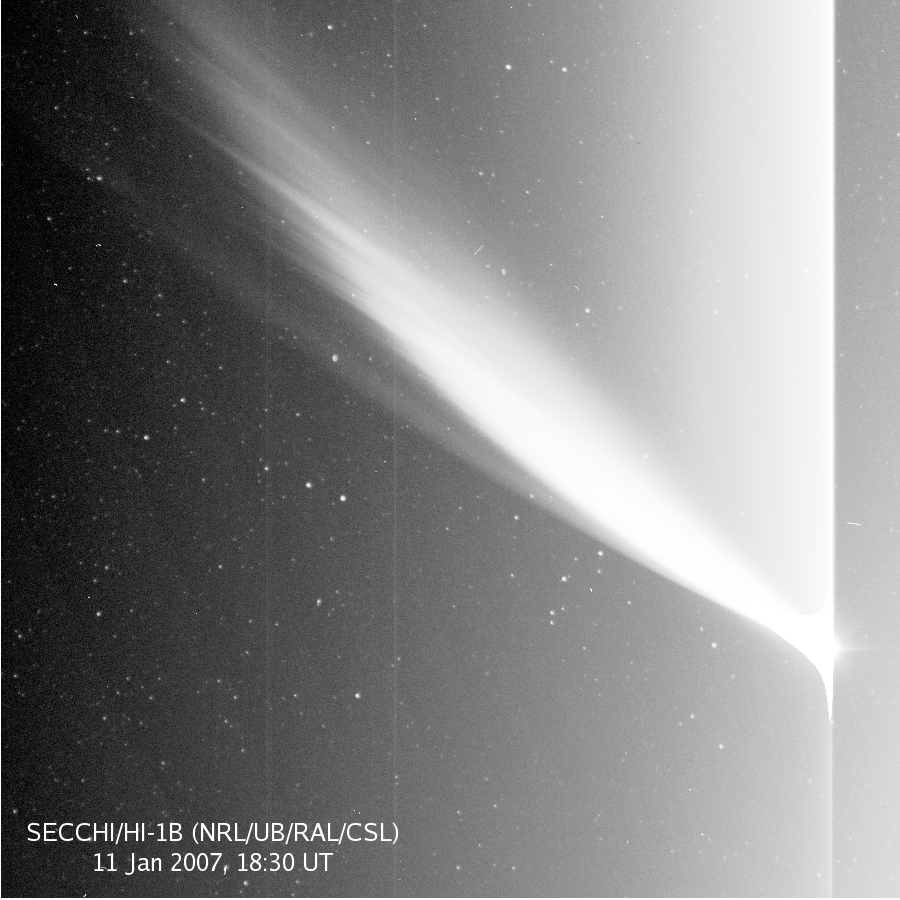
La Cometa McNaught l'11 gennaio 2007 ripresa dallo strumento SECCHI/HI-1B a bordo della navicella spaziale STEREO-B della NASA.

La sonda spaziale Ulysses ha attraversato inaspettatamente la coda della cometa il 3 febbraio 2007. La notizia dell'accaduto è stata pubblicata il 1º ottobre 2007 sull'Astrophysical Journal. Ulysses è volata attraverso la coda di ioni della cometa McNaught a 290 milioni di chilometri dal nucleo e le letture degli strumenti a bordo hanno indicato che la regione era interessata da una "chimica complessa". La fortuita circostanza ha permesso di indagare l'interazione tra la coda della cometa ed il vento solare e le modalità secondo le quali la cometa perde la sua massa.
Il Solar Wind Ion Composition Spectrometer (SWICS) a bordo di Ulysses ha misurato la composizione e le velocità della coda e del vento solare, rilevando la presenza di ioni inattesi. Per la prima volta sono stati individuati ioni dell'ossigeno O3+ in prossimità di una cometa, mentre è stato misurato che la densità di protoni è diminuita di due ordini di grandezza. Inoltre, SWICS ha trovato che la velocità posseduta dal vento solare è all'incirca la metà di quella attesa a tale distanza dal Sole, ovvero di circa 360 km/s rispetto ai 750 km/s attesi. Il materiale della coda ha esercitato quindi una notevole azione frenante. L'esperienza è stata utile per capire cosa accade quando il materiale neutro e freddo emesso dalle comete incontra il plasma caldo del vento solare.
È stato misurato un valore del campo magnetico più debole rispetto a quello associato al solo vento solare, con direzione costante, radiale, verso il Sole - opposta a quella associata al vento solare durante il ciclo solare allora in corso. A queste misure, si intervallavano brevi periodi in cui il campo magnetico riacquistava la direzione usuale, ovvero verso l'esterno. Queste misure corrispondono ad una struttura filamentosa della coda cometaria. L'entità del campo magnetico è risultata leggermente superiore alla media ai bordi della coda, ma non sono state registrate onde d'urto.